# Bokhara (Schiff)
Die Bokhara war ein 1873 in Dienst gestelltes Passagierschiff der britischen Reederei Peninsular and Oriental Steam Navigation Company (P&O), das Passagiere, Post und Fracht in einem regelmäßigen Linienverkehr von Großbritannien nach Indien und Fernost beförderte. Am 10. Oktober 1892 geriet die Bokhara vor den Penghu-Inseln westlich von Taiwan in einen Taifun. Der Maschinenraum wurde geflutet, die Rettungsboote wurden von den Wellen über Bord gerissen, und nachdem das Schiff zweimal gegen ein Riff geschleudert worden war, ging es binnen zwei Minuten unter. 125 Passagiere und Besatzungsmitglieder kamen ums Leben. Es war das bis dahin verheerendste Unglück in der Geschichte von P&O.

## Das Schiff
Das aus Eisen gebaute 2.940 BRT große Dampfschiff Bokhara entstand 1872 in der schottischen Hafenstadt Greenock auf der Werft von Caird & Company. Eigner war die Peninsular and Oriental Steam Navigation Co. Ltd. (P&O), eine britische Schifffahrtsgesellschaft mit Hauptsitz in London. Dort war die Bokhara auch in den ersten Jahren registriert, bis ihr Heimathafen am 10. November 1875 nach Greenock verlegt wurde. Sie hatte ein Schwesterschiff, die bereits im Januar 1873 fertiggestellte Malwa (2933 BRT), die 1894 nach Japan verkauft wurde. Die beiden Schiffe waren neue Versionen von P&Os 1871 in Dienst gestelltem Passagierschiff Khedive. Da P&O ihre Schiffe nach exotischen Orten benannte, bekam die Bokhara ihren Namen von der Stadt Buchara in Usbekistan. Die beiden neuen Dampfer gehörten zu jenen Schiffen, die die Reederei nach der Eröffnung des Sueskanals ihrer Flotte hinzufügte.
Am 18. Dezember 1872 lief die Bokhara vom Stapel, am 18. März 1873 verließ das Schiff die Werft. Sie hatte ursprünglich einen Rauminhalt von 2932 BRT und 1775 NRT, doch diese Maße änderten sich nach Umbauarbeiten im Juni 1889 zu 2940 BRT und 1697 NRT. Am 5. April 1873 war die Bokhara fertiggestellt und absolvierte ihre Probefahrten. Fünf Tage später legte sie in Southampton zu ihrer Jungfernfahrt nach Alexandria, Aden via Sueskanal und Bombay ab. Auf der Rückreise ihrer Jungfernfahrt rammte sie am 21. Juni 1873 beim Verlassen von Hongkong einen bisher in keiner Karte verzeichneten Felsen und strandete bei Kowloon. In einem Trockendock in Hongkong wurde sie wieder instand gesetzt. Der Felsen wurde daraufhin kartografisiert und bekam den Namen Bokhara Rock. Ferner wurde jedem chinesischen Seefahrer eine Geldsumme versprochen, wenn er einen bisher unbekannten Felsen meldete.
Von Juli bis Oktober 1880 wurde das Schiff in London einer Generalüberholung unterzogen, bei der auch neue Dampfkessel eingebaut wurden. Anschließend absolvierte die Bokhara vier Fahrten von Bombay nach Sydney. In den Jahren 1882 und 1883 befuhr das Schiff die Route Bombay–Triest. Im Februar 1884 diente der Dampfer zusammen mit der Thibet als Truppentransporter zwischen Sues und Sawakin während des Mahdi-Aufstands.

## Untergang
Am Sonnabend, dem 8. Oktober 1892 legte die Bokhara gegen Mittag unter dem Kommando von Kapitän Charles Dawson Sams in Shanghai zu einer Überfahrt nach Hongkong ab, wo sie am 11. Oktober eintreffen sollte. Sams galt als junger, vielversprechender Kapitän der P&O-Flotte. Anschließend sollte die Fahrt weitergehen nach Colombo auf Ceylon und schließlich Bombay. An Bord befanden sich 148 Passagiere und Besatzungsmitglieder sowie eine Ladung von 1.500 Tonnen, zu der neben gewöhnlichen Artikeln wie Tee, Seide, Post und Stückgut auch Wertsachen wie 15 Tonnen Silbermünzen, Edelsteine, Kamee, goldene Skarabäen, Antiquitäten aus der jordanischen Stadt Petra, Bronzestatuen, sowie Bücher und Manuskripte über die ägyptische Göttin Isis befanden. Die 25 Passagiere waren ausnahmslos Briten, die in den britischen Kolonien Asiens lebten, darunter mehrere Frauen und Kinder. Zur Besatzung zählten dagegen neben den britischen Offizieren, Steuerleuten und Stewards mehr als 40 asiatische Seeleute.
Unter den Passagieren befand sich die dreizehnköpfige britische Hongkong-Cricket-Mannschaft, die am 3. Oktober ein Interport-Match gegen Shanghai im Shanghai Cricket Club gespielt hatte und nun auf der Bokhara nach Hongkong zurückkehrte. Kapitän der Mannschaft war der 30-jährige First-Class-Cricket-Spieler Captain John Dunn, der schon für den Marylebone Cricket Club gespielt hatte.

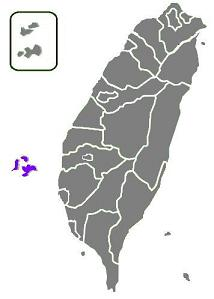
Die Penghu-Inseln westlich von Taiwan

Am Tag nach dem Auslaufen dampfte die Bokhara westlich von Taiwan durch die Formosastraße. Dort geriet der Passagierdampfer in einen heftigen Taifun. Sämtliche Luken wurden geschlossen, die Segel wurden eingeholt, und die Fahrt wurde deutlich reduziert. Den Passagieren wurde es untersagt, sich an Deck zu begeben. Am 10. Oktober wurde es noch schlimmer. Die Bokhara passierte inzwischen die Insel Sa Dau (im Englischen Sand Island), die zu den Penghu-Inseln (auch Pescadoren genannt) gehört. Die enormen Winde rissen die Rettungsboote aus ihren Davits und schleuderten sie in die aufgewühlte See. Auch Teile der Decksaufbauten wurden losgerissen und fortgeschleudert. Gegen 21.30 Uhr, nach Einbruch der Dunkelheit, schlugen kurz nacheinander drei enorme Brecher über dem Schiff zusammen, die den Maschinenraum fluteten und die Feuer in den Kesseln löschten. Das Schiff konnte nicht mehr manövriert werden. Um die raue See zu beruhigen, wurde Öl über Bord gekippt.
Während sich die Bokhara immer weiter den Pescadoren näherte, versuchten die Maschinisten verzweifelt, die Maschinen wieder in Gang zu setzen. Als gegen Mitternacht Land ausgemacht wurde, warnte Kapitän Sams Passagiere und Mannschaft vor einer möglichen Kollision mit den Klippen. Die Reisenden wurden an Deck beordert und sollten Schwimmwesten anlegen, doch die meisten von ihnen wurden von den Wogen erfasst und über Bord gespült. Von den Sturmböen wurde die Bokhara zweimal gegen die Felsen am Ufer von Sa Dau geworfen, wobei beim zweiten Mal die Steuerbordseite aufgerissen wurde. Die Bokhara sank innerhalb von zwei Minuten.
Nur 23 Menschen überlebten das Unglück: Zwei Mitglieder des Cricket-Teams, drei Offiziere, zwei europäische Besatzungsmitglieder und 16 asiatische Crewmitglieder. 125 Menschen starben. Die verwundeten Überlebenden verbrachten zwei Tage in einer Hütte auf der Insel, bis sie von örtlichen Fischern gefunden und nach Makung gebracht wurden. Der Dampfer Thales der Douglas Steamship Company nahm die Überlebenden auf und transferierte sie zum Torpedo-Kreuzer der Archer-Klasse Porpoise, der sie nach Hongkong brachte. 34 Leichen wurden geborgen, darunter vier Frauen. Der britische Konsul in Shantou wurde damit beauftragt, für die Beisetzung der Toten und die Bergung der Fracht zu sorgen.

## Nachspiel
Als die Bokhara nicht in Hongkong eintraf, wurden mehrere Schiffe entsandt, um nach ihr zu suchen. Zunächst wurden nur Trümmer gefunden. Erst am 17. Oktober, eine Woche nach dem Unglück, erreichte die Nachricht vom Untergang Hongkong. Die Untersuchung des Unglücks durch den Board of Marine Inquiry (BMI) wurde bereits nach zwei Tagen beendet, da befunden wurde, dass der Untergang nicht durch Fehler oder Versäumnisse seitens der Mannschaft verschuldet worden war. Die Besatzung wurde für ihre Bemühungen, die Tragödie zu vermeiden und den Schaden zu begrenzen, gelobt. Die Hongkong-Cricket-Gemeinschaft und ihre Anhänger waren von dem Unglück besonders betroffen. Die Inport-Spiele wurden auf Eis gelegt und erst 1897 fortgeführt.
In der St. John’s Cathedral in Hongkong wurde ein Buntglasfenster eingebaut, welches an die Katastrophe erinnern sollte. Kurz vor der japanischen Besetzung der Stadt wurde es jedoch entfernt; sein heutiger Aufenthaltsort ist unbekannt. Die Royal Navy ließ 1893 aus Spendengeldern des Shanghai Cricket Club ein obeliskenartiges Denkmal zur Erinnerung des Unglücks auf Sa Dau errichten. Es steht noch heute. Die Insel ist heute ein Übungsgelände für das taiwanesische Militär; der Zutritt für die Öffentlichkeit ist verboten. Das Wrack liegt in einer Tiefe von etwa 18 m.